# Charlotte von Rothschild
Charlotte von Rothschild (Fráncfort del Meno, Alemania, 13 de junio de 1819 - Londres, Inglaterra, 13 de marzo de 1884) fue una socialite miembro de la familia Rothschild. Era hija de Carl Mayer von Rothschild y Adelheid Herz. La bella Charlotte se casó con Lionel de Rothschild.
Charlotte von Rothschild murió en su mansión de Gunnersbury Park en 1884 y fue enterrada junto a su marido en el Cementerio Judío de Willesden.